# Quan hệ Mông Cổ – Việt Nam
Quan hệ Việt Nam - Mông Cổ là mối quan hệ song phương giữa Việt Nam và Mông Cổ. Việt Nam đã thiết lập đại sứ quán tại Ulaanbaatar và Mông Cổ cũng đã thiết lập đại sứ quán tại Hà Nội. Vào năm 2024, hai nước đã thiết lập quan hệ Đối tác Toàn diện.

## Các văn kiện

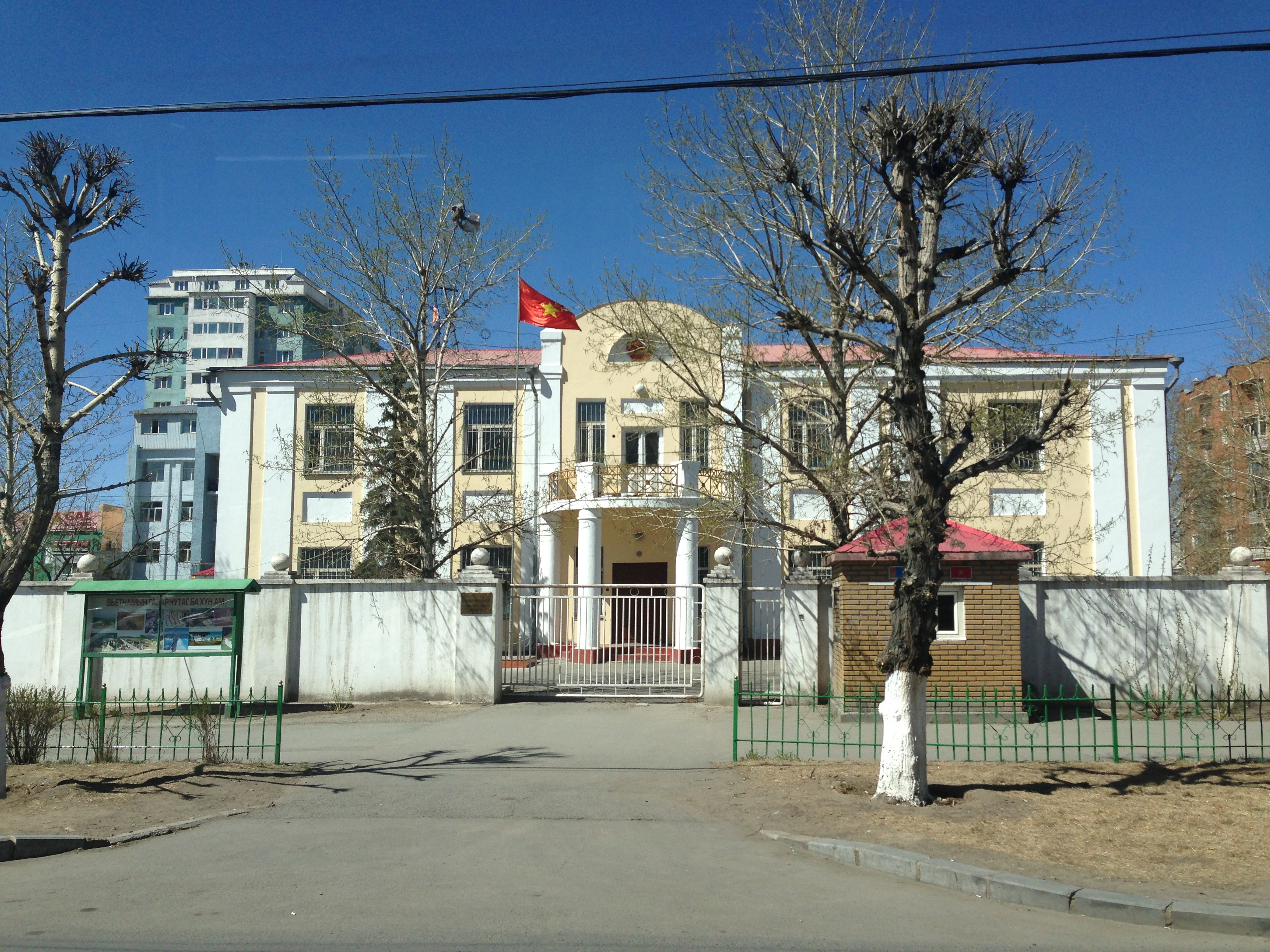
Đại sứ quán Việt Nam tại Ulaanbaatar, Mông Cổ.

Hai nước đã thiết lập quan hệ ngoại giao vào 1954. Mặc dù Mông Cổ không trực tiếp tham gia chiến tranh Việt Nam, nhưng họ vẫn bày tỏ sự ủng hộ về ý thức hệ đối với Việt Nam Dân chủ Cộng hòa bằng cách hỗ trợ tương tự trong Thế chiến II cho Liên Xô và chiến tranh Triều Tiên với Cộng hòa Dân chủ Nhân dân Triều Tiên, và cung cấp vật nuôi như là sự hỗ trợ vật chất, bao gồm nhiều hơn hơn 100.000 đầu ngựa, bò và cừu. Sau chiến tranh, Mông Cổ đã tiếp nhận và nuôi dưỡng hơn 400 trẻ em mồ côi chiến tranh trong những năm 1960-1970,. Lãnh đạo Việt Nam Dân chủ Cộng hòa Hồ Chí Minh đã đến thăm Mông Cổ và bày tỏ sự đánh giá cao sự hỗ trợ của Mông Cổ trong thời chiến; Nhà lãnh đạo Mông Cổ Yumjaagiin Tsedenbal đã có chuyến thăm đối ứng tới Hà Nội vào cuối năm đó. Vào thời điểm đó, hai nước đã ký Hiệp định Hợp tác Kinh tế và Văn hóa và năm sau bắt đầu tiến hành thương mại song phương. Các nước đã ký Hiệp ước hữu nghị và hợp tác vào năm 1961, đổi mới năm 1979 và ký kết một hiệp ước mới vào năm 1995. Vào ngày 13 tháng 1 năm 2003, các nước đã ký một văn bản hợp tác 8 điểm cam kết hợp tác giữa hai chính phủ và các cơ quan lập pháp của họ, thay thế một tài liệu trước đó được ký vào năm 1998.
Đã có 13 phiên họp của ủy ban liên chính phủ Việt Nam-Mông Cổ về hợp tác thương mại, kinh tế và khoa học công nghệ, với phiên họp tiếp theo sẽ được tổ chức tại Ulaanbaatar vào năm 2010. Vào ngày 25 tháng 5 năm 2004 tại Ulaanbaatar, các nước đã ký thỏa thuận về vận tải đường sắt và hợp tác khoa học và công nghệ. Các thỏa thuận khác đã bao gồm các lĩnh vực như bảo vệ thực vật và các quy định kiểm dịch, hải quan, y tế và giáo dục.

## Các chuyến thăm ngoại giao
Chủ tịch nước Việt Nam Hồ Chí Minh và Trần Đức Lương đã lần lượt đến thăm Mông Cổ vào các năm 1955 và 2004. Các tổng thống Mông Cổ Punsalmaagiin Ochirbat, Nambaryn Enkhbayar ,Natsagiin Bagabandi và Ukhnaagiin Khürelsükh cũng đã lần lượt đến thăm Việt Nam các năm 1994, 2002, 2005 và 2023.

## Thương mại
Xuất khẩu từ Việt Nam vào Mông Cổ đã tăng từ 2,4 triệu USD năm 2005 lên 3,3 triệu USD năm 2006 và 5,7 triệu USD năm 2007. Hai bên đặt mục tiêu nâng mức thương mại song phương lên 10 triệu USD cho đến năm 2010.
Trong chuyến thăm của chủ tịch nước Nguyễn Minh Triết đến Mông Cổ năm 2008, Việt Nam đã đồng ý bán 20.000 tấn gạo cho Mông Cổ.

## Đại sứ quán, lãnh sự quán
- Tại Việt Nam:
- Hà Nội (Đại sứ quán)

- Tại Mông Cổ:
- Đại sứ quán Việt Nam tại Ulaanbaatar